# Belweder (architektura)

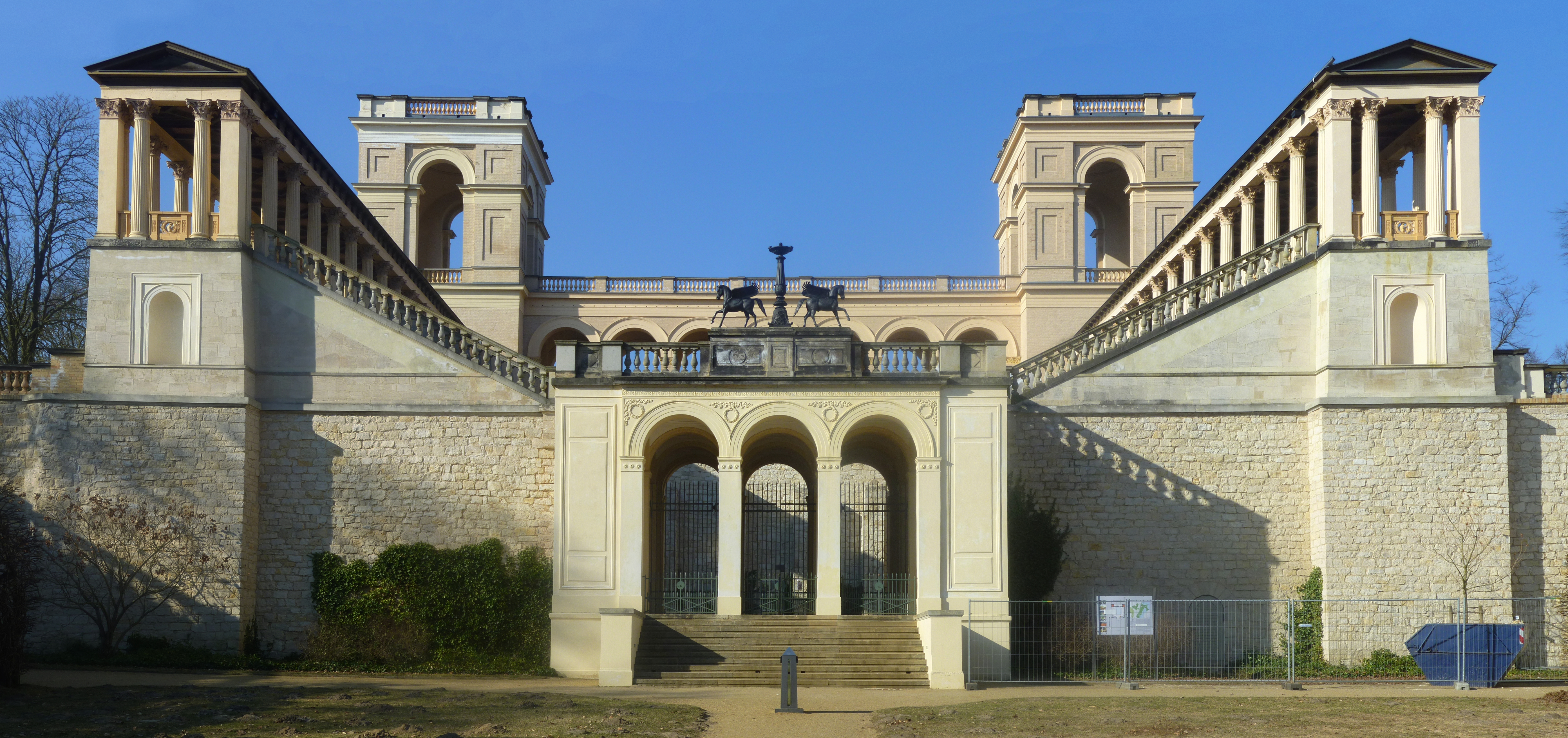
Belweder na wzgórzu Pfingstberg, Poczdam

Belweder (wł. belvedere od bello – piękny, vedere – widzieć) – w architekturze ma dwa znaczenia:
1. Budowla ogrodowa położona na wzgórzu, w ciekawym otoczeniu, z której roztaczał się rozległy widok na kompozycję ogrodu. Może to być też odrębny pawilon w ogrodzie lub utwardzony taras. Budynki tego typu były szczególnie popularne w XVIII i XIX wieku, a ich pierwowzorem był renesansowy Belweder Watykański. Ta sama nazwa odnosi się również do podobnie położonego pałacu (np. Belweder w Wiedniu, Belweder w Warszawie, Belweder w Pradze).
2. Dodatkowe piętro lub nadbudówka nad najwyższą kondygnacją budynku, stosowana głównie w pałacach, zwykle z tarasem.

Oba typy belwederów występowały od wczesnego renesansu.